# هيروكي هيجوتشي
هيروكي هيجوتشي (باليابانية: 樋口 寛規) (مواليد 16 أبريل 1992)، هو لاعب كرة قدم ياباني سابق كان يلعب كمهاجم.

## وصلات خارجية
- هيروكي هيجوتشي على موقع رابطة كرة القدم اليابانية للمحترفين (اليابانية)
- هيروكي هيجوتشي على موقع قاعدة بيانات كرة القدم.إي يو (الإنجليزية)
- هيروكي هيجوتشي على موقع Soccerway.com (الإنجليزية)
- هيروكي هيجوتشي على موقع عالم كرة القدم.نت (الإنجليزية)
- هيروكي هيجوتشي على موقع كووورة